# Cryptocephalus
Cryptocephalus es un género de insecto coleóptero de la familia Chrysomelidae perteneciente a la subfamilia Cryptocephalinae.

## Especies
- Cryptocephalus abdominalis
- Cryptocephalus acupunctatus
- Cryptocephalus acutesternalis
- Cryptocephalus ajeschae

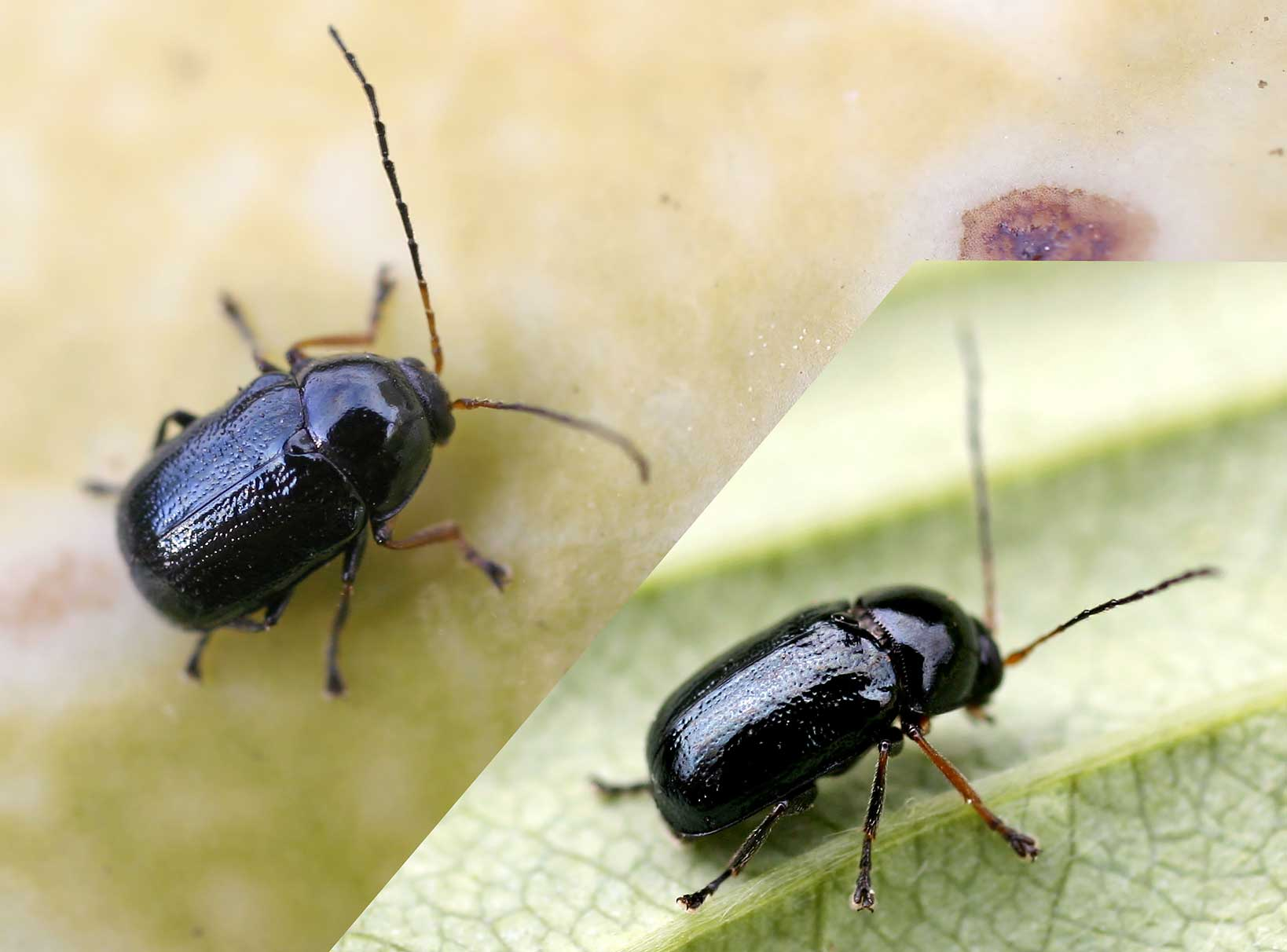
Cryptocephalus nitidus

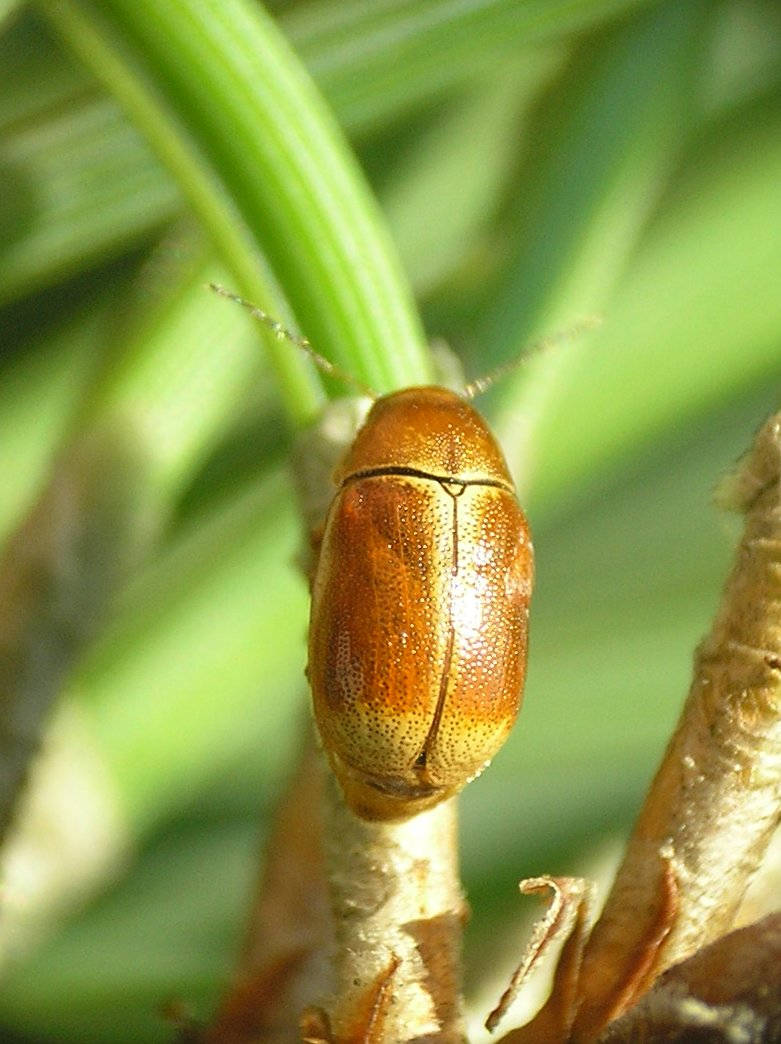
Cryptocephalus pini

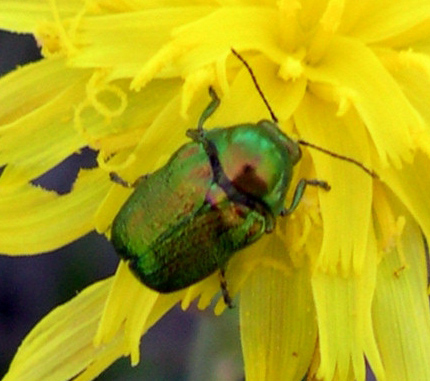
Cryptocephalus sericeus

- Cryptocephalus albicans Haldeman, 1849
- Cryptocephalus albolineatus
- Cryptocephalus alborzensis
- Cryptocephalus alesi
- Cryptocephalus alnicola
- Cryptocephalus alpigradus
- Cryptocephalus alternans Suffrian, 1852
- Cryptocephalus amasiensis
- Cryptocephalus amatus Haldeman, 1849
- Cryptocephalus andrewsi
- Cryptocephalus androgyne
- Cryptocephalus angorensis
- Cryptocephalus anticus
- Cryptocephalus apicalis
- Cryptocephalus aquitanus
- Cryptocephalus araxidis
- Cryptocephalus areolatus Suffrian, 1852
- Cryptocephalus arizonensis Schaeffer, 1904
- Cryptocephalus astracanicus
- Cryptocephalus astralosus White, 1968
- Cryptocephalus asturiensis
- Cryptocephalus atrifrons
- Cryptocephalus atriplicis
- Cryptocephalus atrofasciatus Jacoby, 1880
- Cryptocephalus augustalisi
- Cryptocephalus aulicus Haldeman, 1849
- Cryptocephalus aureolus
- Cryptocephalus australobispinus
- Cryptocephalus ayvazi
- Cryptocephalus azurescens
- Cryptocephalus baborensis
- Cryptocephalus badius Suffrian, 1852
- Cryptocephalus baeticus
- Cryptocephalus bahadur
- Cryptocephalus bahilloi José Ignacio López Colón,, 2003
- Cryptocephalus bailundensis Weise
- Cryptocephalus bameuli
- Cryptocephalus barii
- Cryptocephalus baroniurbanii
- Cryptocephalus basalis Suffrian, 1852
- Cryptocephalus beckeri
- Cryptocephalus bhutana
- Cryptocephalus bicolor
- Cryptocephalus bidorsalis
- Cryptocephalus bifurcatus
- Cryptocephalus biguttatus
- Cryptocephalus biguttulus
- Cryptocephalus biledjekensis
- Cryptocephalus bilineatus
- Cryptocephalus bimaculatus
- Cryptocephalus binominis Newman, 1841
- Cryptocephalus binotatus White, 1968
- Cryptocephalus biondii
- Cryptocephalus bipunctatus
- Cryptocephalus bispinus Suffrian, 1858
- Cryptocephalus bivius Newman, 1840
- Cryptocephalus blanduloides
- Cryptocephalus bohemius
- Cryptocephalus boreoindicus
- Cryptocephalus borowieci
- Cryptocephalus brancuccii
- Cryptocephalus brevisignaticollis
- Cryptocephalus brunneovittatus Schaeffer, 1904
- Cryptocephalus buettikeri
- Cryptocephalus calidus Suffrian, 1852
- Cryptocephalus cantabricus
- Cryptocephalus carinthiacus
- Cryptocephalus carpathicus
- Cryptocephalus castaneus Leconte, 1880
- Cryptocephalus castilianus
- Cryptocephalus celtibericus
- Cryptocephalus cerinus White, 1937
- Cryptocephalus chrysopus
- Cryptocephalus cicatricosus
- Cryptocephalus cognatus
- Cryptocephalus concolor
- Cryptocephalus confluentus Say, 1824
- Cryptocephalus connexus
- Cryptocephalus conterraneus
- Cryptocephalus contextus White, 1968
- Cryptocephalus convergens
- Cryptocephalus cordiger
- Cryptocephalus coronatus
- Cryptocephalus coryli
- Cryptocephalus corynetes
- Cryptocephalus corynthius
- Cryptocephalus cowaniae Schaeffer, 1933
- Cryptocephalus crassus
- Cryptocephalus cremeus
- Cryptocephalus crenatus
- Cryptocephalus creticus
- Cryptocephalus cribratus
- Cryptocephalus cribripennis Leconte, 1880
- Cryptocephalus cristula
- Cryptocephalus cruciger
- Cryptocephalus cuneatus Fall, 1932
- Cryptocephalus cupressi Schaeffer, 1933
- Cryptocephalus curda
- Cryptocephalus curvilinea
- Cryptocephalus cyanipes
- Cryptocephalus cynarae
- Cryptocephalus czwalinae
- Cryptocephalus daccordii
- Cryptocephalus dahdah
- Cryptocephalus danieli
- Cryptocephalus decemmaculatus
- Cryptocephalus defectus Leconte, 1880
- Cryptocephalus dentisternus
- Cryptocephalus dinae
- Cryptocephalus discicollis
- Cryptocephalus disruptus White, 1968
- Cryptocephalus distinctenotatus
- Cryptocephalus distinguendus
- Cryptocephalus dogueti
- Cryptocephalus dorsatus White, 1968
- Cryptocephalus downiei
- Cryptocephalus dumonti
- Cryptocephalus duplicatus
- Cryptocephalus duryi Schaeffer, 1906
- Cryptocephalus eberti
- Cryptocephalus egenus
- Cryptocephalus egregius Schaeffer, 1933
- Cryptocephalus ejimai
- Cryptocephalus elatus
- Cryptocephalus elegantulus
- Cryptocephalus elkhalidii
- Cryptocephalus elongatus
- Cryptocephalus emiliae
- Cryptocephalus equiseti
- Cryptocephalus erberi
- Cryptocephalus ergenensis
- Cryptocephalus eridani
- Cryptocephalus eroshkinae
- Cryptocephalus espanoli
- Cryptocephalus etruscus
- Cryptocephalus euchirus
- Cryptocephalus evae
- Cryptocephalus excisus
- Cryptocephalus exiguus
- Cryptocephalus falzonii
- Cryptocephalus fasciatointerruptus
- Cryptocephalus fasciatus Say, 1824
- Cryptocephalus fausti
- Cryptocephalus flavicaudis
- Cryptocephalus flavicollis
- Cryptocephalus flavipes
- Cryptocephalus flexuosus
- Cryptocephalus floralis
- Cryptocephalus floribundus
- Cryptocephalus foveatus
- Cryptocephalus freidbergi
- Cryptocephalus frenatus
- Cryptocephalus frontalis
- Cryptocephalus fulgurans
- Cryptocephalus fulguratus Leconte, 1880
- Cryptocephalus fulvus
- Cryptocephalus furvicornis
- Cryptocephalus gabbari
- Cryptocephalus gamma
- Cryptocephalus gangaridus
- Cryptocephalus gialaiensis
- Cryptocephalus gibbicollis Haldeman, 1849
- Cryptocephalus globicollis
- Cryptocephalus gloriosus
- Cryptocephalus gorbunovi
- Cryptocephalus gridellii
- Cryptocephalus grohmanni
- Cryptocephalus guttulatellus Schaeffer, 1919
- Cryptocephalus guttulatus Olivier, 1808
- Cryptocephalus hakonensis
- Cryptocephalus hanungus
- Cryptocephalus hartmanni
- Cryptocephalus haucki
- Cryptocephalus heinigi
- Cryptocephalus helobius
- Cryptocephalus hirticollis
- Cryptocephalus hohuanshanus
- Cryptocephalus hopei
- Cryptocephalus hypochoeridis
- Cryptocephalus ilicis
- Cryptocephalus illyricus
- Cryptocephalus imperialis
- Cryptocephalus implacidus White, 1968
- Cryptocephalus impressipygus
- Cryptocephalus incertus Olivier, 1808
- Cryptocephalus incisus
- Cryptocephalus infirmior
- Cryptocephalus informis
- Cryptocephalus ingamma
- Cryptocephalus insertus Haldeman, 1849
- Cryptocephalus janthinus
- Cryptocephalus jocularius
- Cryptocephalus kabaki
- Cryptocephalus kabakovi
- Cryptocephalus kermanicus
- Cryptocephalus khajami
- Cryptocephalus kharazii
- Cryptocephalus klarae
- Cryptocephalus katranus
- Cryptocephalus kopetzi
- Cryptocephalus korotyaevi
- Cryptocephalus krutovskyi
- Cryptocephalus kuznetzovi
- Cryptocephalus labiatus
- Cryptocephalus lactineus
- Cryptocephalus laetus
- Cryptocephalus laevicollis
- Cryptocephalus lanpingensis
- Cryptocephalus laoticus
- Cryptocephalus lateralis
- Cryptocephalus lateritius Newman, 1841
- Cryptocephalus lederi
- Cryptocephalus lentiginosus
- Cryptocephalus leonhardi
- Cryptocephalus leucomelas Suffrian, 1852
- Cryptocephalus limarius
- Cryptocephalus limbifer
- Cryptocephalus limoniastri
- Cryptocephalus lineellus
- Cryptocephalus linnavuorii
- Cryptocephalus literatifer
- Cryptocephalus lividimanus
- Cryptocephalus loebli
- Cryptocephalus lopatianus
- Cryptocephalus lopatini
- Cryptocephalus loreyi
- Cryptocephalus lostiai
- Cryptocephalus lucidus
- Cryptocephalus ludingensis
- Cryptocephalus lunatus White, 1968
- Cryptocephalus luridicollis
- Cryptocephalus lusitanicus
- Cryptocephalus luteolus Newman, 1840
- Cryptocephalus maccus White, 1968
- Cryptocephalus macellus
- Cryptocephalus macilentus
- Cryptocephalus magnus
- Cryptocephalus majoricensis
- Cryptocephalus margaritae
- Cryptocephalus marginatus
- Cryptocephalus marginellus
- Cryptocephalus mariae
- Cryptocephalus mayeti
- Cryptocephalus maytreiae
- Cryptocephalus meridiobrunneus
- Cryptocephalus merus Fall, 1932
- Cryptocephalus micheli
- Cryptocephalus modestus
- Cryptocephalus moehringi
- Cryptocephalus moniliformis
- Cryptocephalus monticola
- Cryptocephalus moraei
- Cryptocephalus moroderi
- Cryptocephalus mroczkowskii
- Cryptocephalus mucoreus Leconte, 1859
- Cryptocephalus muellerianus
- Cryptocephalus multisignatus Schaeffer, 1933
- Cryptocephalus mutabilis Melsheimer, 1847
- Cryptocephalus mystacatus
- Cryptocephalus nanus Fabricius, 1801
- Cryptocephalus natalliae
- Cryptocephalus nigellus
- Cryptocephalus nigrobasalis
- Cryptocephalus nigroflavus
- Cryptocephalus nitidicollis
- Cryptocephalus nitidulus
- Cryptocephalus nitidus
- Cryptocephalus notatus Fabricius, 1787
- Cryptocephalus nubigena
- Cryptocephalus numidicus
- Cryptocephalus obliteratifer
- Cryptocephalus obsoletus Germar, 1824
- Cryptocephalus ocellatus
- Cryptocephalus ochraceus Fall, 1932
- Cryptocephalus ochroleucus
- Cryptocephalus octacosmus
- Cryptocephalus octoguttatus
- Cryptocephalus octomaculatus
- Cryptocephalus octopunctatus
- Cryptocephalus ohnoi
- Cryptocephalus omanicus
- Cryptocephalus oranensis
- Cryptocephalus orotschena
- Cryptocephalus ozbeki
- Cryptocephalus pachlatkoi
- Cryptocephalus paganensis
- Cryptocephalus pallidicinctus Fall, 1932
- Cryptocephalus pallidocinctus
- Cryptocephalus pallifrons
- Cryptocephalus palmensis
- Cryptocephalus paulomaculatus
- Cryptocephalus paphlagonius
- Cryptocephalus parvulus
- Cryptocephalus pedatus
- Cryptocephalus penguensis
- Cryptocephalus pelleti
- Cryptocephalus perrisi
- Cryptocephalus pexicollis
- Cryptocephalus peyroni
- Cryptocephalus phaleratus
- Cryptocephalus piceoverticalis
- Cryptocephalus pini
- Cryptocephalus pinicola Schaeffer, 1919
- Cryptocephalus planifrons
- Cryptocephalus plantaris
- Cryptocephalus podager
- Cryptocephalus pokharensis
- Cryptocephalus politus
- Cryptocephalus pominorum
- Cryptocephalus populi
- Cryptocephalus potanini
- Cryptocephalus prasolovi
- Cryptocephalus praticola
- Cryptocephalus primarius
- Cryptocephalus prusias
- Cryptocephalus przewalskii
- Cryptocephalus pseudolusitanicus
- Cryptocephalus pseudomaccus White, 1968
- Cryptocephalus pseudoreitteri
- Cryptocephalus pseudoexsulans
- Cryptocephalus pseudosindonicus
- Cryptocephalus pubescens
- Cryptocephalus pubicollis Linell, 1898
- Cryptocephalus pubiventris Schaeffer, 1919
- Cryptocephalus pulchellus
- Cryptocephalus pullus
- Cryptocephalus pumilus Haldeman, 1849
- Cryptocephalus punctatissimus
- Cryptocephalus puncticollis
- Cryptocephalus punctiger
- Cryptocephalus punctipes Say, 1824
- Cryptocephalus pushtunicus
- Cryptocephalus pusillus
- Cryptocephalus pygmaeus
- Cryptocephalus quadriguttatus
- Cryptocephalus quadripunctatus
- Cryptocephalus quadripustulatus
- Cryptocephalus quadruplex Newman, 1841
- Cryptocephalus quatuordecimmaculatus
- Cryptocephalus querceti
- Cryptocephalus quercus Schaeffer, 1906
- Cryptocephalus quinquepunctatus
- Cryptocephalus rabatensis
- Cryptocephalus ragusanus
- Cryptocephalus ramburii
- Cryptocephalus rastegari
- Cryptocephalus reichei
- Cryptocephalus reitteri
- Cryptocephalus renatae
- Cryptocephalus richteri
- Cryptocephalus rubi
- Cryptocephalus rufilabris
- Cryptocephalus rufipes
- Cryptocephalus rufofasciatus
- Cryptocephalus rugicollis
- Cryptocephalus rugulipennis
- Cryptocephalus sagamensis
- Cryptocephalus sagittifer
- Cryptocephalus sagittimaculatus
- Cryptocephalus saintpierrei
- Cryptocephalus saliceti
- Cryptocephalus samniticus
- Cryptocephalus samuelsoni
- Cryptocephalus sanguinicollis Suffrian, 1852
- Cryptocephalus sarbazicus
- Cryptocephalus sareptanus
- Cryptocephalus saryarkensis
- Cryptocephalus sassii
- Cryptocephalus saucius
- Cryptocephalus saudiensis
- Cryptocephalus scapularis
- Cryptocephalus scarificollis
- Cryptocephalus schaefferi
- Cryptocephalus schoelleri
- Cryptocephalus schreibersii Suffrian, 1852
- Cryptocephalus scutemaculatus
- Cryptocephalus seductus
- Cryptocephalus semivittatus
- Cryptocephalus senegalensis
- Cryptocephalus senguptai
- Cryptocephalus sericeus
- Cryptocephalus sexpunctatus
- Cryptocephalus sexpustulatus
- Cryptocephalus siamensis
- Cryptocephalus sichuanicus
- Cryptocephalus siedei
- Cryptocephalus signatifrons
- Cryptocephalus similis
- Cryptocephalus simoni
- Cryptocephalus simulans Schaeffer, 1906
- Cryptocephalus sinaita
- Cryptocephalus singhalus
- Cryptocephalus snowi Schaeffer, 1933
- Cryptocephalus solivagus
- Cryptocephalus spangleri
- Cryptocephalus spilothorax
- Cryptocephalus spurcus Leconte, 1858
- Cryptocephalus srilankus
- Cryptocephalus stragula
- Cryptocephalus striatulus Leconte, 1880
- Cryptocephalus strigosus
- Cryptocephalus subdeserticola
- Cryptocephalus subnepalensis
- Cryptocephalus subruber
- Cryptocephalus subtigrinus
- Cryptocephalus suffriani
- Cryptocephalus sulphureus
- Cryptocephalus sultani
- Cryptocephalus surdus
- Cryptocephalus tainguensis
- Cryptocephalus tamaricis
- Cryptocephalus tamdaoensis
- Cryptocephalus tappesi
- Cryptocephalus tardus
- Cryptocephalus tenuelimbatus
- Cryptocephalus telueticus
- Cryptocephalus terolensis
- Cryptocephalus tetraspilus
- Cryptocephalus texanus Schaeffer, 1933
- Cryptocephalus therondi
- Cryptocephalus tibialis
- Cryptocephalus tinctus Leconte, 1880
- Cryptocephalus tramuntanae
- Cryptocephalus transiens
- Cryptocephalus trapezicollis
- Cryptocephalus tricolor
- Cryptocephalus trimaculatus
- Cryptocephalus tristigma
- Cryptocephalus triundulatus White, 1968
- Cryptocephalus trivittatus Olivier, 1808
- Cryptocephalus trizonatus Suffrian, 1858
- Cryptocephalus tshorumae
- Cryptocephalus turcicus
- Cryptocephalus umbonatus Schaeffer, 1906
- Cryptocephalus undulatus
- Cryptocephalus validicornis
- Cryptocephalus vanharteni
- Cryptocephalus vapidus White, 1968
- Cryptocephalus variceps
- Cryptocephalus variegatus
- Cryptocephalus venustus Fabricius, 1787
- Cryptocephalus vidali
- Cryptocephalus villosulus
- Cryptocephalus violaceus
- Cryptocephalus virens
- Cryptocephalus virginiensis White, 1968
- Cryptocephalus vittatus
- Cryptocephalus vividus
- Cryptocephalus volkovitshi
- Cryptocephalus wehnckei
- Cryptocephalus wittmerorum
- Cryptocephalus xanthus
- Cryptocephalus yemenicus
- Cryptocephalus yoshimotoi
- Cryptocephalus zambanellus
- Cryptocephalus zejensis
- Cryptocephalus zhongdianensis
- Cryptocephalus zinicus
- Cryptocephalus zoiai